# Bodi
Bodi is een bestuurslaag in het regentschap Payakumbuh van de provincie West-Sumatra, Indonesië. Bodi telt 1024 inwoners (volkstelling 2010).